# Quadrangle de Snegurochka Planitia
Le quadrangle de Snegurochka Planitia (littéralement :  quadrangle de la plaine de Snégurochka), aussi identifié par le code USGS V-1, est une région cartographique en quadrangle sur Vénus. Elle est définie par des latitudes comprises entre 75° et 90° N et des longitudes comprises entre 0° et 360° E,. Il tire son nom de la plaine de Snégurochka.